# Enping
Enping (恩平市S, ĒnpíngP) è una città-contea della Cina, situata nella provincia del Guangdong e amministrata dalla prefettura di Jiangmen.